# Orontze
Orontze (en basc, cooficialment en castellà Oronz) és un municipi de Navarra, a la comarca de Roncal-Salazar, dins la merindad de Sangüesa.

## Demografia
| Evolució demogràfica                               | Evolució demogràfica | Evolució demogràfica | Evolució demogràfica | Evolució demogràfica | Evolució demogràfica | Evolució demogràfica | Evolució demogràfica | Evolució demogràfica | Evolució demogràfica | Evolució demogràfica |
| 1996                                               | 1998                 | 1999                 | 2000                 | 2001                 | 2002                 | 2003                 | 2004                 | 2005                 | 2006                 | 2007                 |
| -------------------------------------------------- | -------------------- | -------------------- | -------------------- | -------------------- | -------------------- | -------------------- | -------------------- | -------------------- | -------------------- | -------------------- |
| 53                                                 | 56                   | 60                   | 57                   | 57                   | 57                   | 53                   | 55                   | 55                   | 56                   | 52                   |
| Fonts: Orontze i Institut d'Estadística de Navarra |                      |                      |                      |                      |                      |                      |                      |                      |                      |                      |